# Krajowa Liga Żużlowa
Krajowa Liga Żużlowa – trzecia a zarazem najniższa w hierarchii klasa ligowych rozgrywek żużlowych w Polsce. Organizowana w latach 1957–1959 (pod nazwą III liga żużlowa) oraz 2000–2015 i ponownie od sezonu 2017 (do 2023 jako II liga żużlowa).
Rozgrywki ligowe w Polsce ruszyły w 1948 roku. Przed sezonem 1957 podjęto decyzję o utworzeniu trzeciej klasy rozgrywkowej, niemniej po sezonie 1959 podjęto decyzję o jej likwidacji. Ponownie została utworzona po sezonie 1999, jednak nie jako III liga, lecz II liga (dotychczas pod tą nazwą funkcjonowała druga klasa rozgrywkowa). Po sezonie 2023 II ligę przemianowano na Krajową Ligę Żużlową.

## Nazwy ligi
- III liga (1957–1959)
- II liga (2000–2023)[a]
- Krajowa Liga Żużlowa (2024–)

## Format
Występuje w niej 7 zespołów, które najpierw w rundzie zasadniczej rozgrywają każdy z każdym mecz i rewanż, a następnie uczestniczą w play-offach. Zwycięzca awansuje do Speedway 2. Ekstraligi.

## Zestawienie medalistów

### Medaliści
| Sezon                                          | I miejsce                                              | II miejsce                                             | III miejsce                                       |
| ---------------------------------------------- | ------------------------------------------------------ | ------------------------------------------------------ | ------------------------------------------------- |
| III liga żużlowa                               |                                                        |                                                        |                                                   |
| 1957                                           | gr. północ: SKS Start Gniezno gr. południe: AMK Kraków | gr. północ: KKS Polonia Piła gr. południe: CKS Czeladź | gr. północ: Sparta Śrem gr. południe: Unia Tarnów |
| 1958                                           | Unia Tarnów                                            | BKS Wanda Kraków                                       | KKS Polonia Piła                                  |
| 1959                                           | Cracovia                                               | Legia Krosno                                           | LPŻ Gdańsk                                        |
| W latach 1960–1999 rozgrywki nie odbywały się. |                                                        |                                                        |                                                   |
| II liga żużlowa                                |                                                        |                                                        |                                                   |
| 2000                                           | RKS Kolejarz Rawicz                                    | Unia Tarnów                                            | ŻKS Krosno                                        |
| 2001                                           | Unia Tarnów                                            | TŻ Iskra Ostrów Wielkopolski                           | ŻKS Krosno                                        |
| 2002                                           | TŻ Lublin                                              | WKM Warszawa                                           | TŻ Łódź                                           |
| 2003                                           | GTŻ Grudziądz                                          | KM Ostrów                                              | TŻ Łódź                                           |
| 2004                                           | KŻ Kolejarz Opole                                      | KSŻ Krosno                                             | RKS Kolejarz Rawicz                               |
| 2005                                           | TŻ Start Gniezno                                       | SK Trofymow Równe                                      | SK Lokomotīve Dyneburg                            |
| 2006                                           | GKŻ Wybrzeże Gdańsk                                    | PSŻ Poznań                                             | SK Lokomotīve Dyneburg                            |
| 2007                                           | RKS Kolejarz Rawicz                                    | SK Lokomotīve Dyneburg                                 | KŻ Orzeł Łódź                                     |
| 2008                                           | TŻ Start Gniezno                                       | Speedway Miszkolc                                      | Ukraina Równe                                     |
| 2009                                           | Speedway Miszkolc                                      | KŻ Orzeł Łódź                                          | KSM Krosno                                        |
| 2010                                           | KŻ Orzeł Łódź                                          | KMŻ Lublin                                             | ŻKS Ostrovia                                      |
| 2011                                           | KS Speedway – Polonia Piła                             | KMŻ Lublin                                             | ŻKS Ostrovia                                      |
| 2012                                           | RKS Kolejarz Rawicz                                    | ROW Rybnik Sp. z o.o.                                  | KŻ Polonia Piła                                   |
| 2013                                           | ŻKS ROW Rybnik                                         | Speedway Wanda Kraków                                  | KŻ Kolejarz Opole                                 |
| 2014                                           | ŻKS Ostrovia                                           | Speedway Wanda Kraków                                  | KSM Krosno                                        |
| 2015                                           | GKŻ Wybrzeże Gdańsk                                    | KŻ Polonia Piła                                        | KMŻ Lublin                                        |
| W roku 2016 rozgrywki nie odbyły się.          |                                                        |                                                        |                                                   |
| 2017                                           | GTM Start Gniezno                                      | Speedway Lublin                                        | TŻ Ostrovia                                       |
| 2018                                           | Speedway Stal Rzeszów                                  | TŻ Ostrovia                                            | RKS Kolejarz Rawicz                               |
| 2019                                           | Polonia Bydgoszcz                                      | PSŻ Poznań                                             | TS Kolejarz Opole                                 |
| 2020                                           | Wilki Krosno                                           | TS Kolejarz Opole                                      | PSŻ Poznań                                        |
| 2021                                           | AC Landshut                                            | TS Kolejarz Opole                                      | RKS Kolejarz Rawicz                               |
| 2022                                           | PSŻ Poznań                                             | TS Kolejarz Opole                                      | RKS Kolejarz Rawicz                               |
| 2023                                           | H69 Speedway Rzeszów                                   | GTM Start Gniezno                                      | TS Kolejarz Opole                                 |
| Krajowa Liga Żużlowa                           |                                                        |                                                        |                                                   |
| 2024                                           | Unia Tarnów                                            | GTM Start Gniezno                                      | PKS Polonia Piła                                  |

### Klasyfikacja medalowa
Stan po sezonie 2024
| Lp.                                 | Klub                         | I msc | II msc | III msc | Razem |
| ----------------------------------- | ---------------------------- | ----- | ------ | ------- | ----- |
| 1.                                  | Unia Tarnów                  | 3     | 1      | 1       | 5     |
| 2.                                  | RKS Kolejarz Rawicz          | 3     | –      | 4       | 7     |
| 3.                                  | TŻ Start Gniezno             | 2     | –      | –       | 2     |
| 3.                                  | GKŻ Wybrzeże Gdańsk          | 2     | –      | –       | 2     |
| 5.                                  | PSŻ Poznań                   | 1     | 2      | 1       | 4     |
| 6.                                  | GTM Start Gniezno            | 1     | 2      | –       | 3     |
| 7.                                  | KŻ Orzeł Łódź                | 1     | 1      | 1       | 3     |
| 8.                                  | Speedway Miszkolc            | 1     | 1      | –       | 2     |
| 9.                                  | ŻKS Ostrovia                 | 1     | –      | 2       | 3     |
| 10.                                 | SKS Start Gniezno            | 1     | –      | –       | 1     |
| 10.                                 | AMK Kraków                   | 1     | –      | –       | 1     |
| 10.                                 | Cracovia                     | 1     | –      | –       | 1     |
| 10.                                 | TŻ Lublin                    | 1     | –      | –       | 1     |
| 10.                                 | GTŻ Grudziądz                | 1     | –      | –       | 1     |
| 10.                                 | KŻ Kolejarz Opole            | 1     | –      | –       | 1     |
| 10.                                 | KS Speedway – Polonia Piła   | 1     | –      | –       | 1     |
| 10.                                 | ŻKS ROW Rybnik               | 1     | –      | –       | 1     |
| 10.                                 | Speedway Stal Rzeszów        | 1     | –      | –       | 1     |
| 10.                                 | Polonia Bydgoszcz            | 1     | –      | –       | 1     |
| 10.                                 | Wilki Krosno                 | 1     | –      | –       | 1     |
| 10.                                 | AC Landshut                  | 1     | –      | –       | 1     |
| 10.                                 | H69 Speedway Rzeszów         | 1     | –      | –       | 1     |
| 23.                                 | TS Kolejarz Opole            | –     | 3      | 2       | 5     |
| 24.                                 | KMŻ Lublin                   | –     | 2      | 1       | 3     |
| 25.                                 | Speedway Wanda Kraków        | –     | 2      | –       | 2     |
| 26.                                 | SK Lokomotīve Dyneburg       | –     | 1      | 2       | 3     |
| 27.                                 | KKS Polonia Piła             | –     | 1      | 1       | 2     |
| 27.                                 | KŻ Polonia Piła              | –     | 1      | 1       | 2     |
| 27.                                 | TŻ Ostrovia                  | –     | 1      | 1       | 2     |
| 30.                                 | CKS Czeladź                  | –     | 1      | –       | 1     |
| 30.                                 | BKS Wanda Kraków             | –     | 1      | –       | 1     |
| 30.                                 | Legia Krosno                 | –     | 1      | –       | 1     |
| 30.                                 | TŻ Iskra Ostrów Wielkopolski | –     | 1      | –       | 1     |
| 30.                                 | WKM Warszawa                 | –     | 1      | –       | 1     |
| 30.                                 | KM Ostrów                    | –     | 1      | –       | 1     |
| 30.                                 | KSŻ Krosno                   | –     | 1      | –       | 1     |
| 30.                                 | SK Trofymow Równe            | –     | 1      | –       | 1     |
| 30.                                 | ROW Rybnik Sp. z o.o.        | –     | 1      | –       | 1     |
| 30.                                 | Speedway Lublin              | –     | 1      | –       | 1     |
| 40.                                 | ŻKS Krosno                   | –     | –      | 2       | 2     |
| 40.                                 | TŻ Łódź                      | –     | –      | 2       | 2     |
| 40.                                 | KSM Krosno                   | –     | –      | 2       | 2     |
| 43.                                 | Sparta Śrem                  | –     | –      | 1       | 1     |
| 43.                                 | LPŻ Gdańsk                   | –     | –      | 1       | 1     |
| 43.                                 | Ukraina Równe                | –     | –      | 1       | 1     |
| 43.                                 | KŻ Kolejarz Opole            | –     | –      | 1       | 1     |
| 43.                                 | PKS Polonia Piła             | –     | –      | 1       | 1     |
| Italiką oznaczono nieaktywne kluby. |                              |       |        |         |       |